# スキットルズ

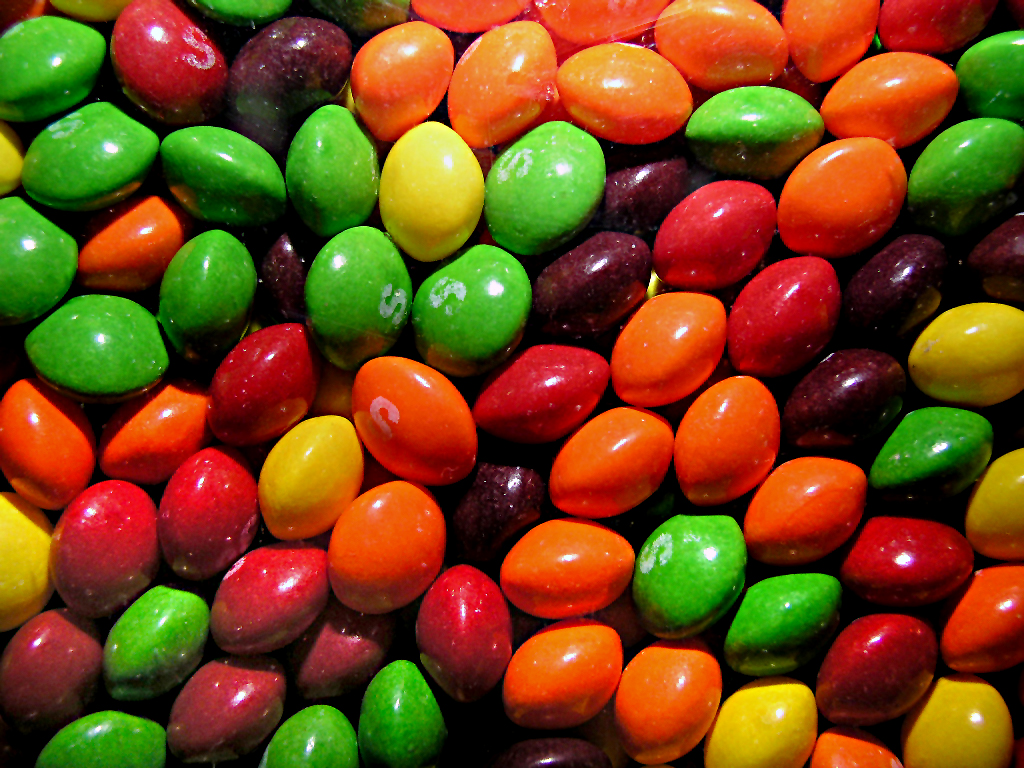
スキットルズ

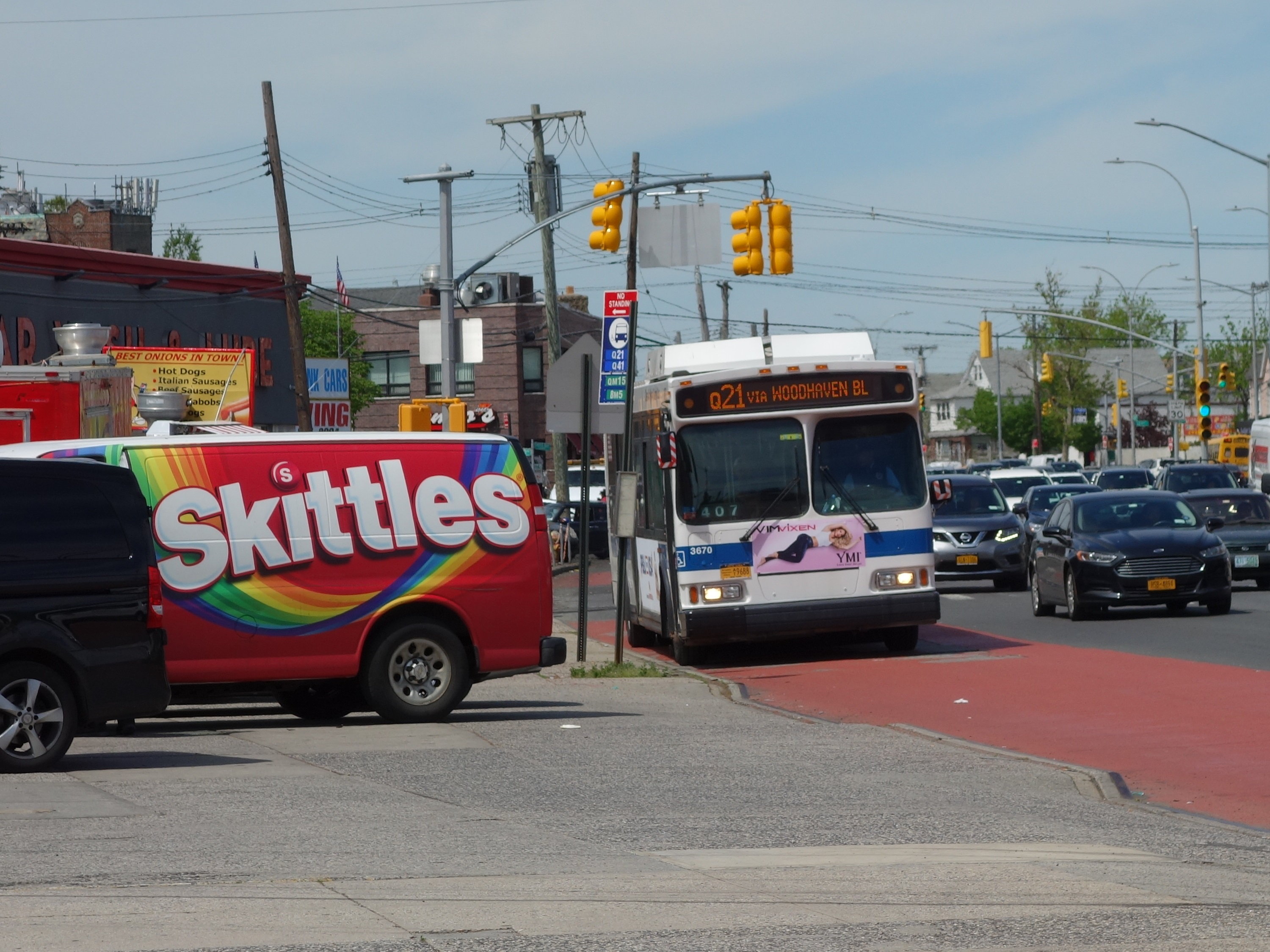
広告入りの社有車

スキットルズ（Skittles）は、マースの一部門であるウィリアム・リグレー・ジュニア・カンパニーで製造、販売が行われているフルーツ味のキャンディ。大文字のSと書かれた固い砂糖の殻に覆われ、中身は砂糖と水素化植物油にフルーツジュース、クエン酸、天然や人工の香料からできている。

## 歴史
スキットルズは、1974年にイギリスの会社で初めて作られた。1979年に輸入キャンディとして初めて北アメリカに持ち込まれ、1982年にはアメリカ合衆国国内での製造が始まった。
2009年3月2日、スキットルズはインターネット上でのキャンペーンを始め、YouTube、Facebook、Twitter等の様々なソーシャルメディア上でアカウントを作成した。スキットルズの公式サイトは YouTube やWikipedia そっくりに作られたり、あるいはこれら不特定多数のユーザーが作るソーシャルサイトのスキットルズのページへ直接リンクされた。この販促手法は、ソーシャルメディアに関心のある人々の間で議論を巻き起こした。
発売より50周年を迎えた2024年、9月24日より日本での再発売を開始した。日本での販売は今までに2度機会があったが、2度とも販売終了となっている。「おいしい不要品」をキャッチコピーに、東京メトロ銀座線、丸ノ内線、日比谷線、東西線、南北線で、各2編成の計10編成をスキットルズの広告のみにするという販売促進キャンペーンを、2024年10月1日～15日の期間限定で行った。